# De hals van de fles
De hals van de fles is een sprookje van Hans Christian Andersen, het verscheen in 1858.

## Het verhaal
In een bochtige straat staat een smal vakwerkhuis, op de zolderkamer hangt een vogelkooi voor het raam. Er zit een vink in een omgekeerde flessenhals zit water voor het dier. De flessenhals heeft geen reden tot zingen. Toen de flessenhals nog een fles was, werd hij "de leeuwerik" genoemd. De flessenhals is vuur en water geweest en vertelt zijn geschiedenis. Hij herinnert de smeltoven in de fabriek, waar hij tot leven is geblazen. Hij was warm in de plaats van oorsprong. Hij stond op een rij met broers en zussen uit dezelfde oven, er is wel verschil. Er zijn bierflessen en er zijn champagneflessen, die later gevuld kunnen zijn met azijn. Maar zelfs met azijn in het lijf, blijft een champagnefles van adel. 
De flessen worden ingepakt en de fles wordt in de wijnhandel gespoeld. Zonder kurk voelt hij zich flauw, hij wordt gevuld en er wordt een etiket op hem geplakt. Op de buitenkant staat "kwaliteitswijn" en op een morgen wordt hij verkocht door de loopjongen van de bontwerker. Hij wordt in een mand met eetwaren gezet bij de ham, kaas en wordt. Er is ook verse boter en fijn brood. De dochter van de bontwerker pakt in en het is een van de mooiste meisjes van het dorp, maar ze is niet verloofd. De familie rijdt naar het bos en de hals van de fles steekt tussen de punten van het witte tafellaken uit. Hij ziet de jonge stuurman die naast het meisje zit, zoon van een portretschilder. Hij heeft het stuurmansexamen afgelegd en moet met een schip naar verre landen. De mooie bontwerkersdochter heeft geen blijdschap in haar ogen.
De jonge mensen lopen het bos in en praten, de fles kan het niet verstaan. Er is feest en de kurkentrekker wordt gepakt. Het is een rare gewaarwording als je voor het eerst wordt opengetrokken en de hals van de fles kan dit plechtige ogenblik nooit weer vergeten. De wijn stroomt in de glazen en er wordt op de gezondheid van de verloofden getoost. De stuurman kust zijn jonge bruid en de ouders wensen 'geluk en zegen'. Vandaag over een jaar zal hij terugkomen en zal de bruiloft worden gevierd. De fles wordt omhoog geheven door de jonge stuurman. Na de mooiste dag van zijn leven meegemaakt te hebben zal de fles niemand meer dienen. Hij wordt hoog in de lucht gegooid en hij valt in het riet bij het bosmeertje. De fles schonk wijn en krijgt rivierwater, hij hoort de ouders en verloofden nog lange tijd zingen. Twee boerenjongens zien de fles en nemen hem mee naar het hutje in het bos. 
De vorige dag is de broer van de jongens op bezoek geweest, hij moest weer op reis als zeeman. De moeder pakte van alles, er zat ook een fles met kruidenbrandewijn bij. Er wordt hertshooi bij de goede borrel gedaan, de grotere nieuw gevonden fles wordt gebruikt. De vader zal vanavond naar de stad gaan om zijn zoon nog eenmaal te zien. Peter Jensen herkent de fles niet, hij denkt niet dat het de fles is waar op zijn verloving uit gedronken is. De fles wordt 'de apotheker' genoemd en als hij leeg is wordt hij 'de leeuwerik' genoemd. Hij zingt als er met de kurk over gewreven wordt. Er steekt een storm op en de stuurman schrijft zijn naam en de naam van zijn verloofde op een briefje. Hij doet het briefje in de fles en gooit hem in zee. Het schip vergaat en de fles drijft naar een vreemd land. Hij spoelt aan en kan de taal niet verstaan. Het briefje wordt bekeken, maar niemand begrijpt wat er geschreven staat.
De fles komt met het briefje in een groot huis en als er bezoek komt, wordt het briefje bekeken. De letters worden vager en de fles komt na een tijd op zolder terecht, hij gaat schuil onder stof en spinnenweb. Hij denkt aan de dagen dat hij wijn had geschonken in het bos, hij staat wel twintig jaar op zolder. Het huis moet verbouwd worden en de fles wordt gevonden, maar de fles kan nog niemand verstaan. De fels wordt gewassen en gespoeld en hij voelt zich helder en doorzichtig. Het briefje is in het waswater achtergebleven en de fles wordt met zaad gevuld. Hij wordt gekurkt en gepakt en hij reist en wordt uitgepakt. De fles verstaat de taal en uit en hij springt bijna uit de handen van vreugde. De kurk wordt getrokken en hij wordt leeggeschud. Hij verhuisd naar de kelder, waar hij wordt vergeten. Hij is tevreden en op een dag komen mensen om de flessen te halen.
De tuin is versierd, er hangen lampions en guirlandes. Het is net nieuwe maan geweest en de lucht is helder. Tussen de heggen staan de flessen, elk met een kaars erin. De fles hoort zang en muziek en hij vergeet de twintig jaar op zolder. Een paar gaat gearmd langs de lamp, een bezoekster denkt aan de dag in het bos met de fles. Ze herkent de fles echter niet en de fles herkent ook haar niet. De fles komt in de tuin bij de wijnhandelaar en wordt weer met wijn gevuld. De luchtschipper koopt de fles en de fles zal de volgende zondag met de ballon meereizen. De ballon wordt gevuld en zweeft door de lucht, duizenden mensen kijken hem na. De oude juffrouw met het vinkje kijkt uit het raam en ziet de luchtschipper die het konijn neerlaat en drinkt op de gezondheid van de mensen.
De luchtschipper gooit de fles hoog in de lucht en de fles is op het hoogtepunt van zijn leven. Hij daalt sneller dan het konijn en is nog half vol wijn. De fles valt op een dak en breekt, de scherven vliegen verder. De hals van de fles blijft heel en het lijkt alsof hij met een diamant is afgesneden. Een man vindt het een mooi drinkbakje en de hals van de fles komt bij de oude juffrouw terecht. Hij krijgt een kurk in zijn lijf, wat vroeger boven was komt nu onder. Hij wordt met fris water gevuld en wordt aan de kooi van het vogeltje gehangen. De hals van de fles hoort de oude juffrouw praten met een vriendin. Ze wil niet dat haar vriendin geld betaalt voor het bruidsboeket van haar dochter. Haar mirteboompje kan worden gebruikt. 
Het boompje is van een stekje van het mirteboompje dat de juffrouw van haar vriendin kreeg bij haar verloving. Ze is echter nooit getrouwd, haar liefde slaapt op de bodem van de zee. Het boompje werd een oude boom en de oude juffrouw pakte een groen takje en stak dat in de grond. Het takje is een grote boom geworden en komt nu toch nog op zijn bestemming, een bruidsboeket. De oude vrouw weet niet dat de fles die bij haar verloving aanwezig was, nu als drinkbakje wordt gebruikt. De hals van de fles hoort ook niet wat de oude vrouw vertelt, hij denkt alleen aan zichzelf.